# 狮子座83Bb
狮子座83Bb（也被称为HD 99492b）是一颗位于狮子座、距离地球58光年的系外行星。2005年1月，加州与卡耐基行星搜寻计划团队利用多普勒光谱法发现了该行星。它是迄今为止所发现的最小的系外行星之一，其质量小于土星质量的一半。该行星的轨道接近于圆形，且十分接近中央恒星，其轨道周期为17地球日。